# Gouddregger

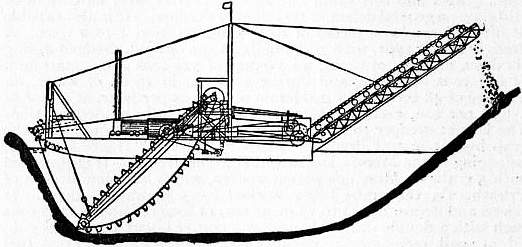
Schets van een eenvoudige, open graafmachine voor goudsediment (1911)

Een gouddregger is een baggerschip met een geïntegreerd verwerkingssysteem, dat wordt gebruikt om goud te wassen. 
Dergelijke graafmachines kenden hun bloeitijd aan het begin van de 20e eeuw, in het verlengde van de goudkoorts van de 19e eeuw, toen het zware handwerk van duizenden goudzoekers steeds meer werd vervangen door machines.

## Skalians
In 1978 introduceerde de Surinaamse Geologische Mijnbouwkundige Dienst (GMD) in de kleinschalige goudwinning op de Lawarivier kleine pontons (pondo's) met zuigers. Deze pontons worden ook wel skalians genoemd. De activiteiten op de Lawa werden in 1986 beëindigd door de Binnenlandse Oorlog. Vanaf deze tijd ging de goudwinning op de pontons over naar Brazilianen en in het binnenland achtergebleven scholieren die door de oorlog niet konden terugkeren naar Paramaribo.